# Ben Djarah
Ben Djarah (em árabe: بن جراح) é uma cidade e comuna localizada na província de Guelma, Argélia. Segundo o censo de 2008, a população total da cidade era de 6 553 habitantes.